# Ela, a Feiticeira

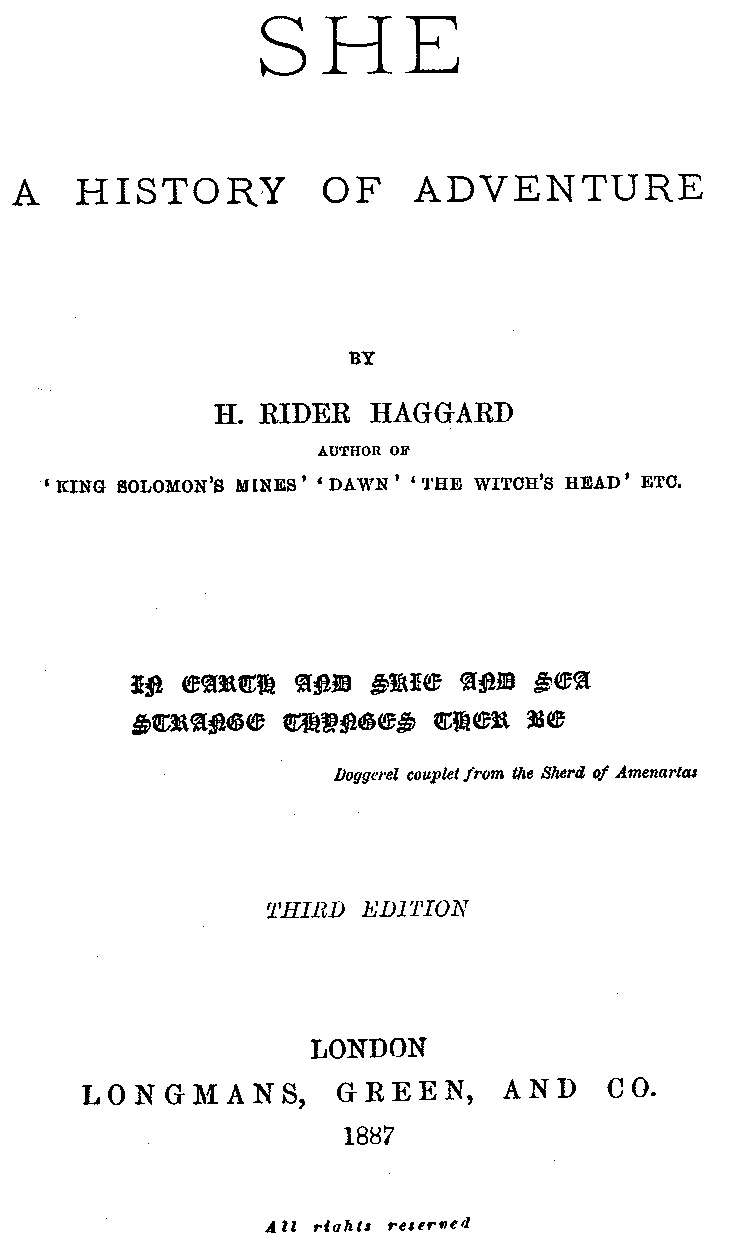
Primeira página da terceira edição inglesa de 1887

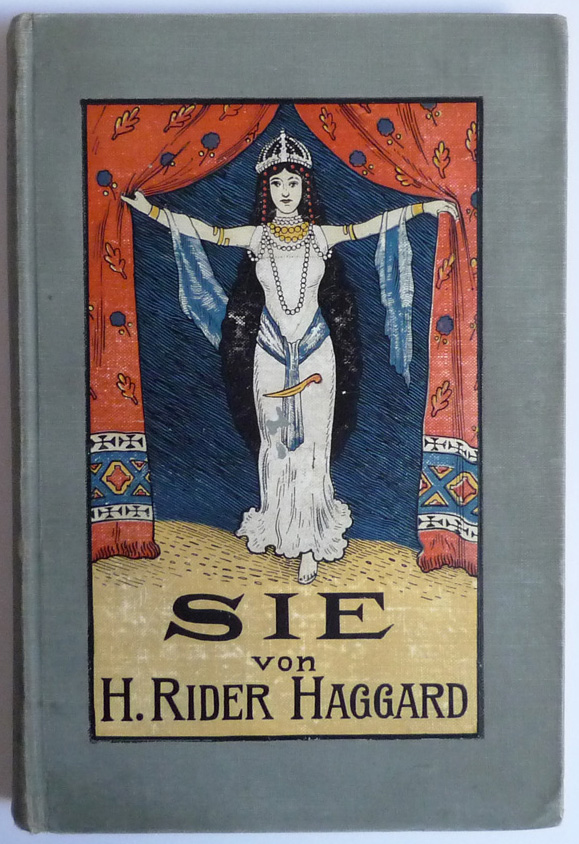
Capa da edição alemã publicada em 1911

Ela, a Feiticeira (She, título original em inglês), publicado originalmente em 1887, é um best-seller escrito por Henry Rider Haggard, escritor vitoriano de aventuras e fantasia. O livro narra as aventuras de Leo Vincey e Horace Holly numa região inexplorada da África, onde encontram uma civilização perdida obediente a uma misteriosa feiticeira chamada Ela.
O livro tornou-se a obra mais popular de Haggard, tendo vendido mais de 83 milhões de cópias ao longo do tempo[carece de fontes?], deixando para trás outro grande clássico de Haggard, as "As Minas do Rei Salomão".

## Enredo

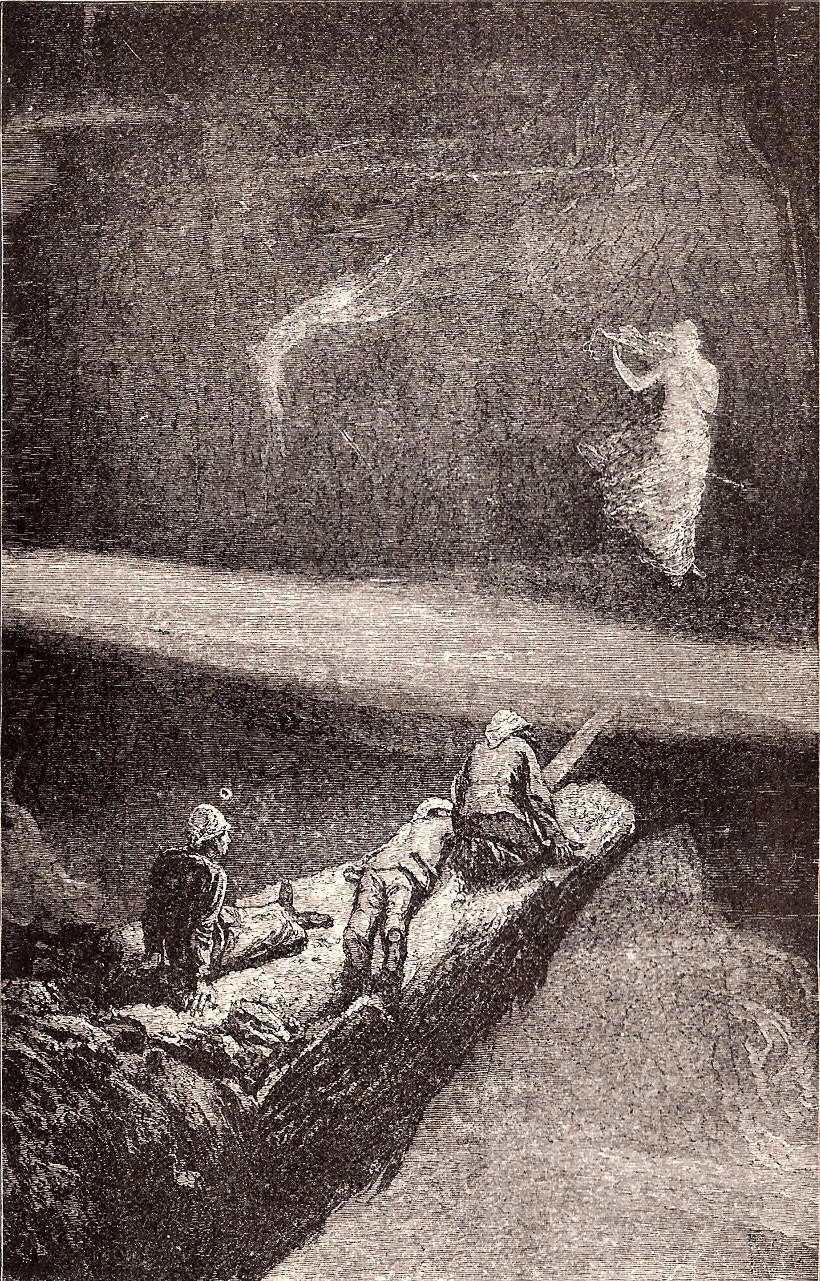
Uma ilustração do livro, Ela, A Feiticeira

Horace Holly, um professor de Cambridge, e o seu pupilo Leo Vincey, juntamente com a colaboração do servo Job, realizam uma viagem a direção a África, seguindo as instruções contidas num fragmento de cerâmica deixado pelo pai de Leo. A aventura leva-os a uma região inexplorada no interior da África, onde eles descobrem o reino perdido de Kôr, habitado pelo povo primitivo Amahagger.
Administrados com dureza pela terrível rainha branca, à qual eles se referem como Ela, os Amahagger decidem sacrificar os intrusos em um ritual de canibalismo. Um ancião da tribo chamado Billali, porém, salva a vida dos três, declarando que estão sobre a proteção de Ela.
Levados à presença de Ela, os aventureiros encontram-se com a magnífica rainha branca, uma feiticeira chamada Ayesha, cuja beleza era capaz de hipnotizar a todos os homens. Vivendo há mais de dois mil anos em Kôr, Ayesha estava à espera do retorno da reencarnação de seu antigo amor, Kallikrates, que ela havia assassinado em um acesso de ciúmes.
Ayesha acredita que Vincey era a reencarnação de Kallikrates e, portanto, deseja que ele se torne imortal e viva com ela para toda eternidade. Entretanto, inadvertidamente, querendo dotar seu amado de vida eterna, a rainha acaba por desfazer o próprio encanto sobre si, morrendo em seguida, horrivelmente. Antes de desaparecer, porém, Ayesha diz a Vincey "Eu não morri. Eu retornarei."